# Lykophron (Sohn des Mastor)
Lykophron  (altgriechisch Λυκόφρων Lykóphrōn) ist in der griechischen Mythologie der Sohn des Mastor. Wegen eines Mordes musste er seine Heimat Kythera verlassen und schloss sich dem Telamonier Aias auf dem Zug nach Troja an. 
Als der trojanische Held Hektor, vom Verlust seines Vetters Kaletor beim Kampf um die griechischen Schiffe schmerzlich getroffen, mit einem Speerwurf gegen Aias versuchte, Rache zu nehmen, traf er nur dessen Gefolgsmann Lykophron tödlich am Kopf. Aias forderte nun seinen Bruder, den herausragenden Bogenschützen Teukros, auf, ihm beizustehen und seinerseits Rache für den Verlust des Freundes und Hausgenossen zu nehmen.